# Stef Blok
Pour les articles homonymes, voir Blok.
Stephanus Abraham Blok, dit Stef Blok, né le 10 décembre 1964 à Emmeloord, est un homme politique néerlandais. Membre du Parti populaire pour la liberté et la démocratie (VVD), il est ministre des Affaires étrangères de 2018 à 2021, puis ministre des Affaires économiques et du Climat jusqu'en 2022 dans le troisième cabinet de Mark Rutte.

## Biographie

### Jeunesse et formation
Après avoir fait ses études secondaires au Stedelijk Gymnasium de Leyde, Blok étudie l'administration en entreprise à l'université de Groningue de 1977 à 1983, avant de décrocher un doctorat. Il travailla par la suite pour la banque ABN AMRO de 1989 à 1998. Parallèlement à cela, Stef Blok est membre du conseil municipal de Nieuwkoop, de 1994 à 1998.

### Carrière politique

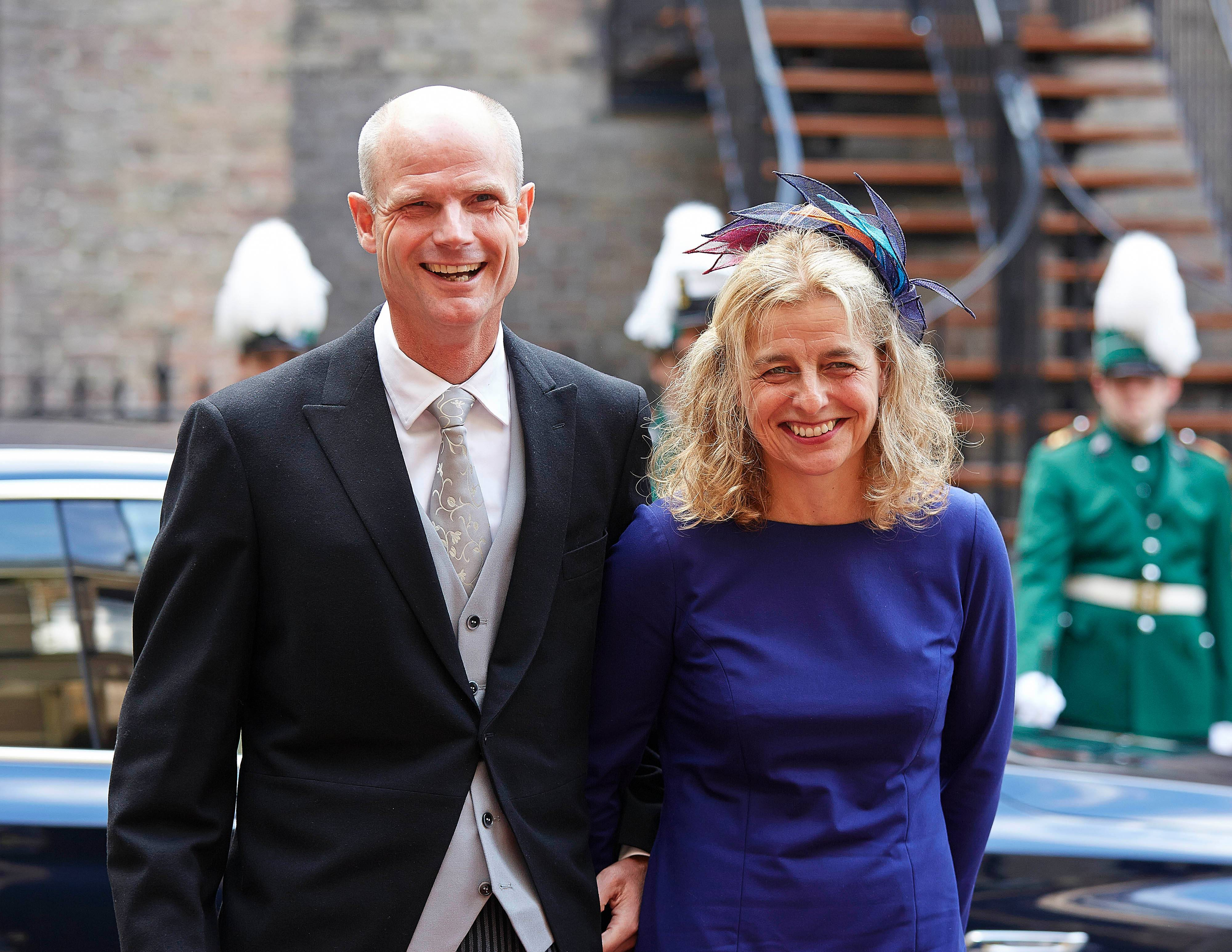
Blok et sa femme lors du Prinsjesdag de 2014.

Lors des élections législatives de 1998, il est élu représentant à la Seconde Chambre des États généraux, grâce à la participation du VVD au cabinet Kok II et la libération de sièges au Parlement par les ministres du VVD. En position moyenne sur la liste aux élections de 2002, il gagne une nouvelle fois son siège grâce à la participation au gouvernement de son parti.
À la suite du scrutin de 2010, remporté par le VVD, il prend la succession de Mark Rutte, choisi comme Premier ministre, en tant que président du groupe parlementaire à la chambre basse. Après les élections de 2012, Blok est nommé ministre du Logement et de l'Administration publique, un poste de ministre sans portefeuille au sein du ministère de l'Intérieur, par son prédécesseur à la tête du groupe VVD. Il quitte son statut de représentant.

#### Ministre de la Sécurité et de la Justice
En 2015, à la suite de la démission d'Ivo Opstelten, il assure l'intérim à la tête du ministère de la Justice jusqu'à la nomination d'Ard van der Steur en tant que ministre. À la suite de la démission de Van der Steur deux ans plus tard, il devient lui-même ministre de plein titre. Il n'est pas remplacé au Logement, les attributs du portefeuille créé en 2012 revenant à Ronald Plasterk.

#### Ministre des Affaires étrangères

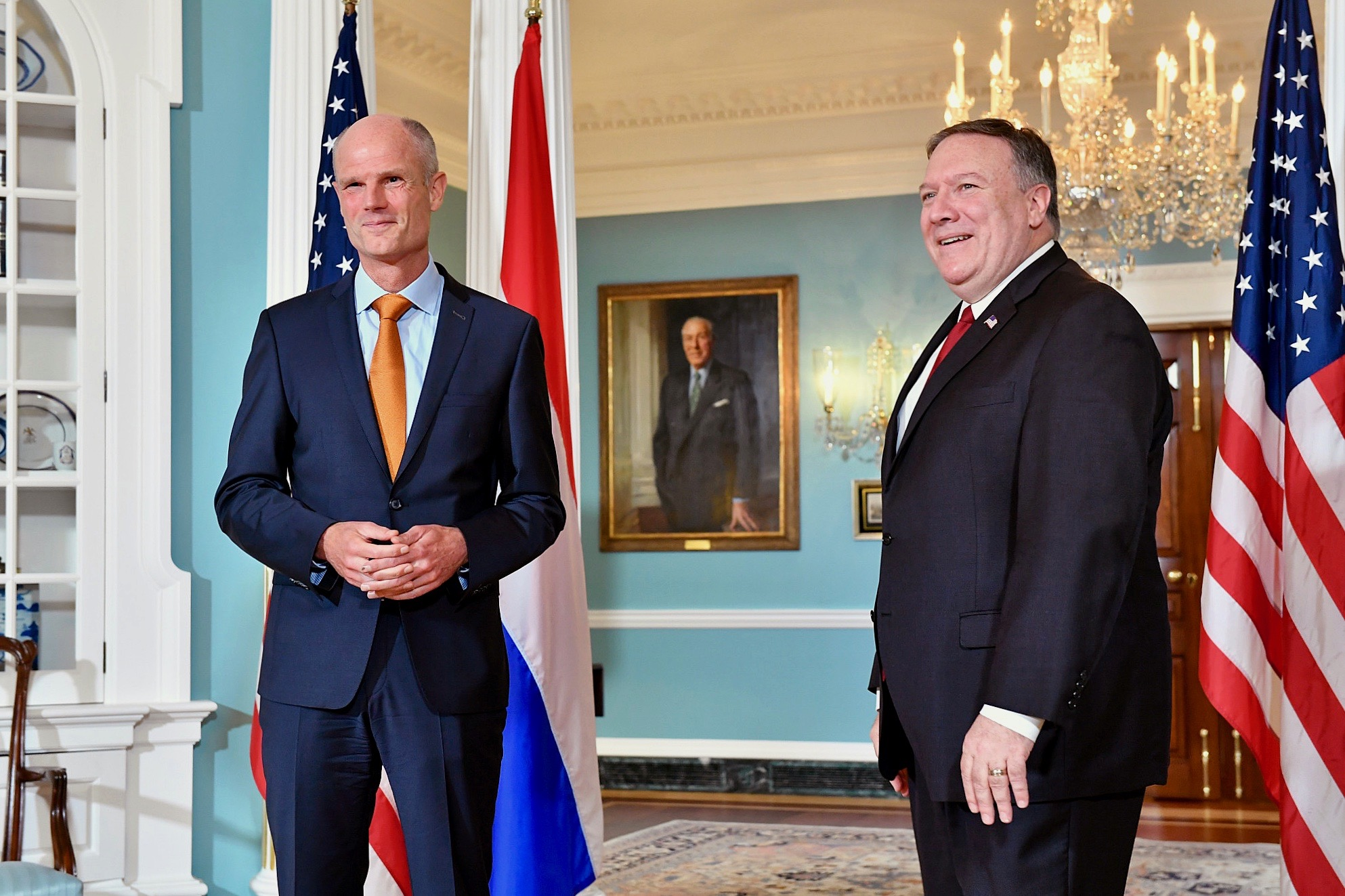
Blok avec le secrétaire d'État des États-Unis Mike Pompeo à Washington, D.C., en 2018.

Le 5 mars 2018, il est nommé ministre des Affaires étrangères, en remplacement du démissionnaire Halbe Zijlstra. Il prend ses fonctions deux jours plus tard. En sa qualité de ministre des Affaires étrangères, il préside notamment une réunion du Conseil de sécurité des Nations unies en 2018, dont les Pays-Bas ont la présidence tournante pendant un mois. 
Le 25 mai 2018, il accuse directement la Russie du déploiement du missile ayant été utilisé pour abattre le vol MH 17 de la Malaysia Airlines en juillet 2014. Le chef de la diplomatie russe, Sergueï Lavrov, déclare dans le même temps n'avoir reçu « aucune preuve » que le missile ayant abattu l'avion appartenait à l'armée russe de la part de son homologue néerlandais,. Ce contexte de crise diplomatique est envenimé le 4 octobre 2018, alors que quatre agents russe sont expulsés du territoire néerlandais après avoir tenté, selon le gouvernement néerlandais, de pirater le réseau Wi-Fi de l'Organisation pour l'interdiction des armes chimiques.
Le 20 juillet 2018, après plus d'un an de rupture des relations diplomatiques entre la Turquie et les Pays-Bas, les deux pays annoncent avoir « convenu de normaliser leurs relations diplomatiques ». Stef Blok explique que ce rétablissement des relations entre les deux pays est une bonne chose étant donné l'importance de la collaboration entre les Pays-Bas et la Turquie sur des sujets tels que la lutte contre l'État islamique ou la « primauté du droit et la situation des droits de l'homme en Turquie ».
Le 8 janvier 2019, le gouvernement de Mark Rutte accuse l'Iran d'être « impliqué » dans deux meurtres de citoyens néerlandais d'origine iranienne survenus en 2015 et 2017.

#### Ministre des Affaires économiques et du Climat
Le 25 mai 2021, il est nommé ministre des Affaires économiques et du Climat.